# Hana a Hana
Hana a Hana byl komiks, který v letech 2002–2008 vycházel v magazínu Reflex a v roce 2009 vycházel na internetovém portálu iDnes. Příběhy psal Miloš a Miloš. Kreslil Miloš Gašparec a Miloš Čermák.
Komiks byl vydán i v knižní podobě a vznikla podle něj divadelní hra. Autoři plánovali i zpracování ve formě situační komedie a celovečerního filmu.

## Postavy
Hlavní postavy jsou dvě sedmnáctileté dívky, které se obě jmenují Hana. Autoři je rozlišují jako Hana (ta s modrými vlasy) a Hana (ta s většími prsy).
Hana (ta s modrými vlasy) má modré vlasy se dvěma drdoly. Obvykle nosí modré tílko, krátkou bílou sukni a modré podkolenky. Žije s matkou a jejím přítelem, který je v komiksu tzv. rotující postavou. Chodila s Bráchou, který je bratrem druhé Hany. Miluje Dýdžeje, který však chodí s Hildou.
Hana (ta s většími prsy) má červené vlasy s copánkem. Obvykle nosí žluté tričko a modré džíny. Žije v úplné rodině s matkou a otcem, o kterém však říká, že je „úplně vadnej“. Chodila s Majkem, nemá ráda Hildu, o které obě Hany říkají, že je kráva.
Většina stripů nemá žádný hlubší děj a žádné další postavy. Obě dívky jen komentují dění okolo nich. Jejich nejčastější věta zní „Ty jo“.

## Vydané knihy
Výběr stripů:
- Hana a Hana: Ty jo! (2004)
- Hana a Hana: Ty vogo! (2006)
- Hana a Hana: Ty kráso! (2007)
- Hana a Hana: Wow! (2008)

Další knihy:
- Hana a Hana: Nemachruj, ta holka je nakreslená – teenagerský román Miloše Čermáka, ilustrovaný Milošem Gašparcem. Příběh zobrazuje studenty gymnázia Tomáše, Jakuba a Magora, kterým se podaří unést Hanu a Hanu z komiksu do reálného světa, což mnohým zamotá hlavu.[2]

## Divadelní hra
Divadelní hra s názvem Hana a Hana byla inscenována poprvé v roce 2004 nezávislou produkcí s premiérou v Brně, podruhé v letech 2006–2007 v Paláci Akropolis v Praze.